# Быстрицкий, Сергей Вениаминович
Сергей Вениаминович Быстрицкий (род. 12 июня 1963 года; Москва, Россия) — советский и российский актёр и режиссёр кино и дубляжа, переводчик.

## Биография
В детстве увлекался конным спортом, окончил школу с математическим уклоном. Учился во ВТУЗе при ЗИЛе.
Окончил актёрский факультет ВГИКа в 1986 году — отделение-мастерскую Сергея Герасимова и Тамары Макаровой — и вскоре начал работать на киностудии имени Горького.

## Фильмография

### Актёр
- 1980 — Неоконченный урок — Федя
- 1984 — Наследство — Пётр Гавриленко
- 1984 — Пока не выпал снег… — Ольховский, первая любовь Ларисы
- 1985 — Валентин и Валентина — Коля Глухов
- 1985 — Лиха беда начало — Костя
- 1986 — Время свиданий — Славик
- 1986 — Путь к себе — Клим
- 1986 — Секретный фарватер — Шурка Ластиков (взрослый)
- 1987 — Даниил — князь Галицкий — Лев Данилович
- 1987 — Доченька — Игорь Гребеньков
- 1988 — Воскресенье, половина седьмого — Борис, водитель грузовика
- 1989 — Анна Петровна — следователь Юрин
- 1989 — Из жизни Фёдора Кузькина — Володя
- 1989 — Охота на единорога — лётчик Сергей Тесленко
- 1990 — Подземелье ведьм — брат Белогурочки
- 1990 — Час оборотня
- 1990 — Сто дней до приказа — старший лейтенант
- 1990 — Карьер — Молокович
- 1990 — Сообщница
- 1991 — Сказка на ночь — бандит Серёга
- 1993 — Отряд «Д» — контрабандист
- 1999 — Каменская 2 — Андрей Чернышёв, оперативник (1-й и 5-й фильмы)
- 1999 — Транзит для дьявола — Сивый
- 2000 — Марш Турецкого-2 — майор Прасолов
- 2003 — Ундина — криминальный авторитет Горлов
- 2008 — Апостол — Константин Георгиевич Шаповалов
- 2011 — Амазонки — Глеб Брагин
- 2011 — Поцелуй судьбы — следователь
- 2012 — Второй убойный — подполковник Григорий Орлов, зять Подопригоры
- 2012 — Непутёвая невестка — Виталий Иванович Тарасюк, милиционер, бывший муж Нины
- 2012 — Краплёный — начальник отряда Андрей Валентинович Прохоров
- 2013 — Второй убойный 2 — подполковник Григорий Орлов, зять Подопригоры
- 2014 — На глубине — Дягтеров
- 2015 — Провокатор — Игорь Андреевич Седовласый
- 2016 — Токал / Tokal — Сергей

### Режиссёр
- 2006 — Смерть по завещанию
- 2008 — Осенний детектив
- 2010 — Отражение
- 2011 — Белая ворона
- 2012 — Непутёвая невестка
- 2012 — Пасечник
- 2014 — Любимые женщины Казановы
- 2015 — Пасечник 2
- 2017 — Проспект обороны
- 2018 — Развода не будет
- 2020 — Мисс Полиция
- 2021 — Нелюбимый мой

### Дубляж
Работая над дубляжом иностранных картин, часто озвучивает персонажей Мэтта Деймона и Джеймса Марсдена.

#### Актёр дубляжа
- 2018: Все деньги мира — Флетчер Чейз
- 2017: Тор: Рагнарёк — актёр в роли Локи
- 2017: Очень плохие девчонки — детектив Фрейзер
- 2016: Джейсон Борн — Джейсон Борн
- 2015: Марсианин — Марк Уотни
- 2015: Третий лишний 2 — Джон Беннет
- 2014: Интерстеллар — доктор Манн
- 2013: Элизиум — рай не на Земле — Макс да Коста
- 2012: Третий лишний — Джон Беннет
- 2012: Контрабанда — Крис Фаррадей
- 2011: Лето. Одноклассники. Любовь — Джеймс
- 2011: Потомки — Марк Митчелл; кузен Ральф
- 2011: Рио — Типа
- 2011: Меняющие реальность — Дэвид Норрис
- 2010: Доброе утро — Адам Беннетт
- 2010: Возмездие
- 2010—2012: Скуби-Ду: Мистическая корпорация — Фред Джонс
- 2010: Гринберг
- 2010: Кроличья нора
- 2010: Обитель зла в 3D: Жизнь после смерти — Крис Рэдфилд
- 2010: Последний секрет Мастера
- 2009: 13-й район: Ультиматум
- 2009: Белая мгла
- 2009: Душевная кухня
- 2009: Обещать — не значит жениться
- 2009: Чернильное сердце — Пыльнорук
- 2009: Четвёртый вид
- 2008: Всегда говори «Да»
- 2008: Невероятный Халк — доктор Сэмюэль Стерн
- 2008: Один пропущенный звонок
- 2008: Подмена
- 2007: Грязные мокрые деньги
- 2007: Королевство
- 2007: Лак для волос
- 2007: Ультиматум Борна — Джейсон Борн
- 2006: Башни-близнецы
- 2006: Дом большой мамочки 2
- 2006: Козырные тузы
- 2006: Лабиринт фавна
- 2006: Возвращение Супермена — Ричард Уайт
- 2006: Люди Икс: Последняя битва — Циклоп
- 2006: Нас приняли!
- 2006: Развод по-американски
- 2006: Рейс 93
- 2006: Эскадрилья «Лафайет»
- 2005: Бладрейн
- 2005: Домино
- 2005: Империя волков — Поль Нерто
- 2005: Миссия «Серенити»
- 2005: Путь Карлито 2: Восхождение к власти
- 2005: Реинкарнация
- 2005: Умножающий печаль — Бобров, роль Никиты Зверева
- 2005: Электра
- 2004: Гарольд и Кумар уходят в отрыв
- 2004: Заколдованная Элла — принц Чар[1]
- 2004: Красотки
- 2004: Невеста и предрассудки
- 2004: Охотники за разумом
- 2004: Повар-Вор
- 2004: Превосходство Борна — Джейсон Борн[1]
- 2004: Соучастник — Макс[1]
- 2004: Таинственный лес
- 2004: Широко шагая
- 2003: 11:14
- 2003: Король шаманов
- 2003: Матрица: Перезагрузка — Агент Джексон
- 2003: Люди Икс 2 — Циклоп
- 2002: K-19
- 2002: Идентификация Борна — Джейсон Борн
- 2001: Ванильное небо
- 2001: Интуиция
- 2001: Крокодил Данди в Лос-Анджелесе
- 2001: Поцелуй дракона
- 2001: Рок-звезда
- 2001: Сезон охоты 2 — адвокат Дмитрий Погодин (Игорь Шавлак)
- 2001: Хребет дьявола
- 2001: Час пик 2
- 2000: Приключения Джеки Чана — Джеки Чан (1-3 сезоны)
- 2000: 13 дней
- 2000: Вундеркинды
- 2000: Заплати другому
- 2000: Большой куш — треть мужских ролей
- 2000: Космические ковбои
- 2000: Лезвие ведьм
- 2000: Титан: После гибели Земли — Кейл Такер
- 2000—2002: Человек-невидимка — Дэриен Фокс
- 2000: Люди Икс — Циклоп
- 2000: Своя тусовка
- 2000: Сплетня
- 2000: Шанхайский полдень — половина мужских ролей (закадровое озвучивание Рен-ТВ)
- 2000: Шестой день
- 1999: Инферно
- 1999: Каждое воскресенье
- 1999: Три короля
- 1998: Большое дело
- 1998: Лето нашей тайны
- 1998: Человек в железной маске — Атос
- 1998: Отверженные
- 1998: Спасти рядового Райана
- 1998: Я всё ещё знаю, что вы сделали прошлым летом
- 1997: Гаттака
- 1997: Огонь из преисподней
- 1997: Святой
- 1996: Максимальный риск
- 1996—1999: Комиссар Рекс
- 1996: Приказано уничтожить
- 1996: Присяжная
- 1996: Сломанная стрела
- 1995: Аполлон-13
- 1995: Цыганка
- 1994—2004: Друзья — Чендлер Бинг и треть второстепенных мужских ролей (закадровое озвучивание РТР)
- 1994: Уличный боец
- 1993: Робокоп 3
- 1993: Дело о пеликанах
- 1992—1999: Мелроуз-Плейс
- 1992: Беглец
- 1991: Мануэла
- 1991: Разборка в маленьком Токио — Джонни Мурата
- 1990—2000: Беверли-Хиллз, 90210
- 1990: Крепкий орешек 2 — полковник Стюарт
- 1990: Славные парни
- 1989: Когда Гарри встретил Салли — все мужские роли (закадровый перевод)
- 1989—2010: Пуаро
- 1989: Рождённый четвёртого июля
- 1988: Крепкий орешек — Гарри Эллис
- 1987: Визит к Минотавру
- 1987: Женаты… с детьми — Стив Роадс (закадровый перевод)
- 1987: Хищник — Хорхе «Пончо» Рамирез
- 1986: Кобра
- 1985: Турбаза «Волчья»
- 1984: Терминатор — Кайл Риз
- 1981: Безумный Макс 2: Воин дороги
- 1981: Туз
- 1980: Через тернии к звездам
- 1966: Большая прогулка

#### Режиссёр дубляжа
- 2017: Вышибала: Эпический замес
- 2017: 2pac: Легенда
- 2017: Орбита 9
- 2017: Матрица времени
- 2017: Охотник с Уолл-стрит
- 2017: Призраки Элоиз
- 2010: Возмездие
- 2009: 13-й район: Ультиматум
- 2008: Сорванцы из Тимпельбаха
- 2008: LOL [ржунимагу]
- 2006: Сказания Земноморья
- 2005: Лабиринт Фавна
- 2004: Пиноккио 3000
- 2001: Хребет дьявола
- 1986: Небесный замок Лапута